# Elkhorn Ranch
L'Elkhorn Ranch est un ranch américain situé dans le comté de Billings, dans le Dakota du Nord. Ancienne propriété de Theodore Roosevelt, il constitue aujourd'hui l'une des trois sections du parc national Theodore Roosevelt. Le Maah Daah Hey Trail le relie aux deux autres sections de cette aire protégée.